# نمل المصيدة
نمل المصيدة (الاسم العلمي: Myrmecocystus)، جنس من الفصيلة الفرعية النملاوات يقطن في أمريكا الشمالية. وهو واحد من خمسة أجناس يتضمن النمل مصيدة. هذا النوع من النمل يقوم بتخزين كميات كبيرة من السوائل المغذية في بطونهم لتغذية مستعمرة خلال أوقات المجاعة.